# NGC 1908
NGC 1908 је ознака објекта на координатама са ректансцензијом 5h 25m 53,7s и деклинацијом - 2° 31" 44'. Открио га је Вилијам Хершел, 1. фебруара 1786. Каснијим посматрањима на том положају није уочен никакав астрономски објекат.